# HD150505
HD150505 — хімічно пекулярна зоря спектрального класу
F0 й має видиму зоряну величину в смузі V приблизно  9,7.